# Giacomo Maria Corna Pellegrini Spandre
Giacomo Maria Corna Pellegrini Spandre (Pisogne, 13 settembre 1827 – Brescia, 21 maggio 1913) è stato un vescovo cattolico italiano.

## Biografia
Nacque a Pisogne da Giovanni Corna e Giacomina Pellegrini Spandre, entrambi provenienti dalle più importanti famiglie della Valle Camonica.
Il 22 novembre 1842 entrò nel seminario vescovile; venne ordinato sacerdote il 16 marzo 1850, nella chiesa del seminario S. Cristo da mons. Gaetano Benaglia, vescovo di Lodi, essendo vacante la sede bresciana per la morte del vescovo Carlo Domenico Ferrari. Venne nominato coadiutore di Fraine (frazione di Pisogne). Sei anni dopo i superiori lo inviarono a Roma, presso la Pontificia Università Gregoriana per ottenere il dottorato in diritto canonico.
Nel 1858 si laureò in teologia e diritto canonico e, nello stesso anno, fu nominato professore (di diritto) in seminario.
Fu prelato domestico di papa Leone XIII; nel 1866 fu nominato pro-vicario generale della diocesi di Brescia.

### Ministero episcopale
Il 7 marzo 1875 fu eletto vescovo coadiutore di Brescia; succedette al vescovo Verzeri il 1º dicembre 1883. In seguito venne nominato assistente al Soglio Pontificio e conte romano.
Per ben dodici anni, dal 1885 al 1897, intraprese la sua visita pastorale in Val Camonica (con inizio a Vezza d'Oglio il 13 giugno 1885 e conclusione a Pisogne il 27 agosto 1897).
Il 21 giugno 1907 conferì il sacramento della confermazione a Giovanni Battista Montini, futuro papa Paolo VI.
Morì nel 1913 e fu sepolto nella parrocchiale di Pisogne.

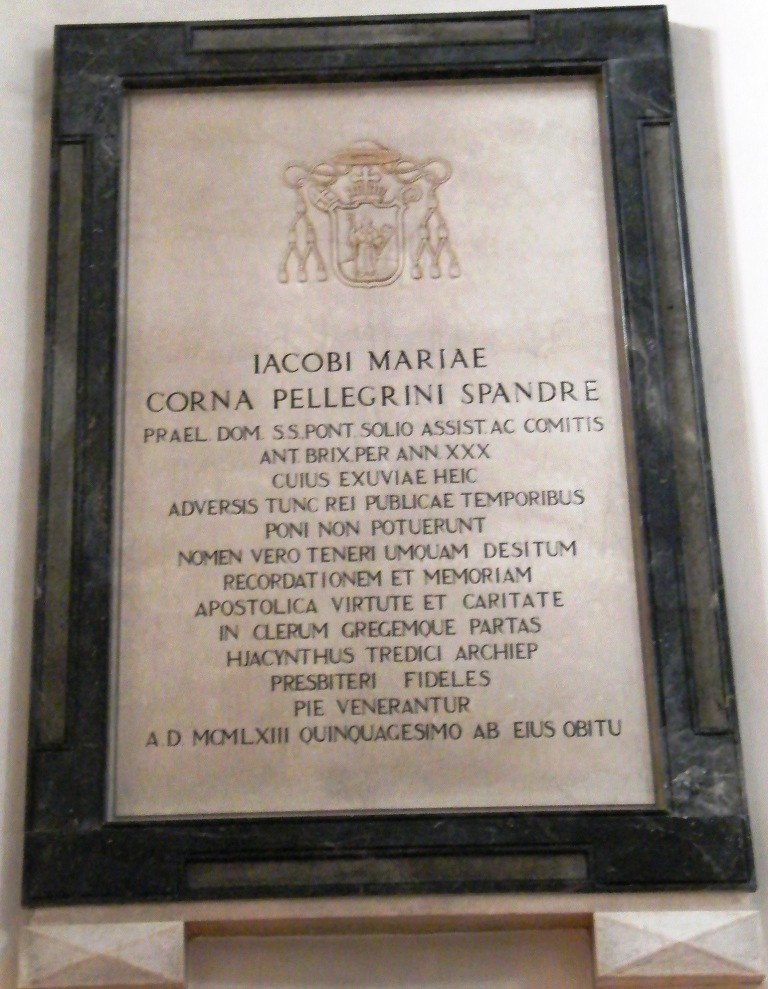
Mons. Giacomo Maria Corna Pellegrini Spandre - Lapide nel Duomo Nuovo di Brescia

## Lettere pastorali
Durante l'arco del suo episcopato, numerose furono le lettere pastorali indirizzate al clero e ai fedeli, per un totale di centododici:
- tre nel 1883;
- undici nel 1884;
- tre nel 1885;
- cinque nel 1886;
- tre nel 1887;
- cinque nel 1888;
- sette nel 1889;
- otto nel 1890;
- quattro nel 1891;
- undici tra il 1892 e il 1894;
- tredici tra il 1895 e il 1897;
- dodici tra il 1898 e il 1899;
- dieci tra il 1900 e il 1902;
- tredici tra il 1903 e il 1909;
- quattro tra il 1910 e il 1913.

## Genealogia episcopale e successione apostolica
La genealogia episcopale è:
- Cardinale Scipione Rebiba
- Cardinale Giulio Antonio Santori
- Cardinale Girolamo Bernerio, O.P.
- Arcivescovo Galeazzo Sanvitale
- Cardinale Ludovico Ludovisi
- Cardinale Luigi Caetani
- Cardinale Ulderico Carpegna
- Cardinale Paluzzo Paluzzi Altieri degli Albertoni
- Papa Benedetto XIII
- Papa Benedetto XIV
- Papa Clemente XIII
- Cardinale Bernardino Giraud
- Cardinale Alessandro Mattei
- Cardinale Pietro Francesco Galleffi
- Cardinale Giacomo Filippo Fransoni
- Vescovo Girolamo Verzeri
- Vescovo Giacomo Maria Corna Pellegrini Spandre

La successione apostolica è:
- Vescovo Giuseppe Bartolomeo Rovetta (1911)